# Impost sobre successions i donacions
L'impost sobre successions i donacions  és un tribut pertanyent al sistema tributari espanyol. El seu objecte és la renda que suposa l'increment patrimonial produït per l'acceptació d'una herència o d'una donació. Aquests actes jurídics funcionen com el fet imposable de l'impost.
La figura està regulada a la Llei 29/1987, de 18 de desembre, de l'Impost sobre Successions i Donacions.
Malgrat que es tracti bàsicament de dos fets imposables diferents, successions, d'una banda, i donacions, de l'altra, es considera una sola figura impositiva que inclou les transmissions a títol gratuït, mortis causa  en el cas de la successió, i inter vivos  en el de la donació.
Així doncs, dins de l'impost sobre successions i donacions, hi ha dues grans branques amb una regulació desigual però relacionada, i el nexe de les quals és en el caràcter gratuït de l'adquisició que realitza el subjecte passiu.

## Característiques

### Impost sobre successions
Impost directe, personal, subjectiu i progressiu que té per objecte els increments patrimonials obtinguts per les persones físiques a títol gratuït i mortis causa.

### Impost sobre donacions
Impost directe, personal, subjectiu i progressiu que té per objecte els increments patrimonials inter vivos obtinguts per les persones físiques a títol gratuït. Si la transmissió patrimonial tingués caràcter onerós, la figura impositiva aplicable seria l'Impost sobre Transmissions Patrimonials Oneroses.

## Càlcul de l'impost. Delegació de competències en les comunitats autònomes.
La Llei estatal estableix com calcular la base imposable de l'impost. Tanmateix, el càlcul de la base liquidable i la tarifa aplicable depèn de la comunitat autònoma específica, ja que aquestes poden modificar les reduccions i els tipus que estableix l'Estat de forma subsidiària. Aquestes competències les poden exercir per delegació de la Llei 21/2001, de 27 de desembre, per la qual es regulen les mesures fiscals i administratives del nou sistema de finançament de les comunitats autònomes de règim comú i ciutats amb Estatut d'Autonomia.
La principal conseqüència de l'esmentada cessió és que l'Impost sobre Successions i Donacions no és homogeni per a tot el territori espanyol, sinó que varia en funció del lloc en el qual es produeixi el fet imposable.

## A Catalunya
L'impost de successions és un tribut estatal, que l'Estat ha cedit a les comunitats autònomes la facultat de recaptar-lo i de regular-ne per Llei certs aspectes.
Una de les especificitats de Catalunya és que un cop calculat el total de l'herència, s'ha d'incrementar amb el 3% del total calculat, en concepte d'aixovar o parament de la llar. Igualment, el valor cadastral dels immobles es multiplica per uns coeficients, gràcies als quals la valoració a efectes de l'impost pot superar el valor actual de mercat.

## L'impost de successions arreu
Hi ha moltes casuístiques, tant en les altres comunitats autònomes, com en altres països del món

### Coeficients immobles a Catalunya
- Girona Arxivat 2009-09-19 a Wayback Machine.
- Lleida Arxivat 2009-09-19 a Wayback Machine.
- Tarragona Arxivat 2009-09-19 a Wayback Machine.